# Орора (Канзас)
Орора (енгл. Aurora) град је у америчкој савезној држави Канзас.

## Демографија
По попису из 2010. године број становника је 60, што је 19 (-24,1%) становника мање него 2000. године.
| Група             | 2000.      | 2010.      |
| Белци             | 78 (98,7%) | 58 (96,7%) |
| Афроамериканци    | 0 (0,0%)   | 0 (0,0%)   |
| Азијати           | 0 (0,0%)   | 0 (0,0%)   |
| Хиспаноамериканци | 0 (0,0%)   | 0 (0,0%)   |
| Укупно            | 79         | 60         |